# Масуда, Нариюки
Нариюки Масуда (яп. 中根英登; род. 23 октября 1983 в Сендае, Япония) — японский профессиональный шоссейный велогонщик, выступающий за континентальную команду «Utsunomiya Blitzen». Многократный призёр чемпионата Японии.

## Достижения
2007
6-й Тур Окинавы
8-й Тур Хоккайдо
2011
9-й Тур Кумано
2012
Чемпионат Японии
2-й  Групповая гонка
4-й Тур Хоккайдо
4-й Тур Кумано
2013
Чемпионат Японии
3-й  Групповая гонка
2014
1-й Тур Окинавы
10-й Тур Японии
10-й Тур Кумано
2015
Чемпионат Японии
2-й  Индивидуальная гонка
3-й  Групповая гонка
2016
1-й  Тур Хоккайдо
1-й  Горная классификация
1-й Этап 1
1-й Тур Окинавы
Чемпионат Японии
3-й  Индивидуальная гонка
5-й Групповая гонка
Чемпионат Азии
4-й Индивидуальная гонка
10-й Тур Японии
2017
Чемпионат Азии
2-й  Командная гонка
2018
3-й Тур Тотиги
8-й Тур Окинавы